# Kaktus (film)
Kaktus er en dansk kortfilm fra 2008 instrueret af Anna Goldblum Treiman og efter manuskript af Sissel D. Thomsen.

## Handling
Helene fantaserer om at blive voldtaget. Hun svarer derfor på en sex-annonce og bestiller en voldtægt af en callboy. Men deres aftale går ikke helt som Helene havde planlagt - og Helene må nu gøre op med, hvad hun i virkeligheden hungrer efter.

## Medvirkende
- Rikke Lylloff, Helene
- Sune Geertsen, Kasper
- Kasper Leisner, Mads
- Sophie Lauring, Lone